# Pierre Thériault
Pierre Thériault (* 11. Februar 1930 in Arvida (heute Stadtteil von Saguenay); † 1. April 1987 in Montreal) war ein kanadischer Schauspieler.

## Leben und Wirken
Thériault gehörte zunächst der Schauspieltruppe von Jean Grimaldi an. Von 1951 bis 1953 war er Conférencier des Cabaret Le Porte St-Jean in Quebec und gehörte dann  zu den Gründern des Cabarets Les Trois Castors in Montreal, wo er u. a. mit Jacques Normand, Gilles Pellerin, Normand Hudon und Colette Bonheur zusammenarbeitete. Von 1956 bis 1961 präsentierte er mit Dominique Michel und Normand Hudon die Varietésendung Au p’tit café im Fernsehen von Radio Canada. Daneben schrieb er für das Jugendprogramm La Boîte à surprises von CBC Television in dieser Zeit mehr als 3.000 Lieder und Geschichten.
Er trat als Kolumnist im Fernsehen (Appelez-moi Lise) und Rundfunk (Studio Vert) auf und wurde im Kinderprogramm als Monsieur Surprise (Monsieur Surprise présente, 1967–72) bekannt. Außerdem wirkte er in mehreren Kinofilmen mit, u. a. als der Gangster Dominique in Réjeanne Padovani (1973), Drucker Robert in La Piastre (1976) und irischer Säufer in Un sourd dans la ville (1987).

## Filmografie
- 1956: Tu enfanteras dans la joie (Regie: Bernard Devlin)
- 1960: La misère des autres (Regie: Bernard Devlin)
- 1961: Les femmes parmi nous (Regie: Jacques Bobet)
- 1973: Dubois et fils (Regie: Bernard Devlin und Raymond LeBoursier)
- 1973: Réjeanne Padovani (Regie: Denys Arcand)
- 1974: Un fait accompli (Regie: André Théberge)
- 1976: La piastre (Regie: Alain Chartrand)
- 1977: Panique (Regie: Jean-Claude Lord)
- 1982: La quarantaine (Regie: Anne-Claire Poirier)
- 1987: Le sourd dans la ville (Regie: Mireille Dansereau)
- 1989: Le marchand d’armes (Regie: Nardo Castillo)